# 佐藤利奈のあの空で逢えたら
佐藤利奈のあの空で逢えたら（さとうりなのあのそらであえたら）は2004年10月1日から2007年3月29日まで音泉・BEWEとanimate.tvの両方で交互放送されていたインターネットラジオ番組。

各バージョン（音泉&BEWE・animate.tv）のみで配信のコーナーがあるため呼称の仕方はO side=音泉（BEWE）放送、A side=animate.TV放送と称する。
後番組は「佐藤利奈のあの空で逢いましょう♪F」。

## パーソナリティ
- 佐藤利奈
  - 番組メインパーソナリティ

- スパイシー（大石孝次）
  - 2005年4月以降はO Sideのみ出演でA Sideには原則出演しない

## 番組概要
- ペンネームの呼称：空色ネーム
- 番組で紹介されたお便りの中から抽選で1名に佐藤利奈直筆サイン入り絵ハガキが贈呈されていた。
- 2006年10月現在、スパイシーは動画放送を含めて自分の顔写真の姿を公開していない。そのため、サイト上では利奈のみもしくは利奈・ゲストのみで写っている。ただし、利奈がCD発売のイベントなどで登場する時はなぜか公の前で素顔を見せている（スパイシーは利奈の作曲を手掛けているため位置付けはアシスタント、マネージャーの存在と思われる）。
- 同様に、プロデューサーのクリーミーも顔写真を公開していない上に番組自体にも滅多に登場していない。
- アニメ作品との連動番組でないせいか、ゲストがほとんど出演されないことが多い特徴の番組になっている。
- 原則木曜配信の番組だが、毎年1月1日の元日のみ変則で配信されていた。
- エンディングの挨拶は「あなたにも素敵な空が見えますように」で締める。
- 番組リニューアルのため2007年3月29日のO Side配信分で番組終了。「相談かみ締めます」、「月は見えますか」のコーナーは継続するが、4月以降は番組タイトルを「佐藤利奈のあの空で逢いましょう♪F」に変えて番組を続ける。

### エンジニア
- タナカマン（2006年8月17日〜2007年3月29日／正式フルネーム不明）
  - 九州出身
  - 正式エンジニアデビューは同年8月31日から
  - スパイシーの意向からか、当面は本人自体の出演がないため詳細は不明だが、メガネをしていることのみ判明している。
  - 「タナカマン」という通称は最初仮であったためリスナーに募集を募ったが、該当命名がなかったためそのまま定着した。
  - 「あの空で逢いましょう♪F」以降も引き続きエンジニアを担当する。

#### 卒業したエンジニア
- 中曽聡太郎（なかそ そうたろう、2004年10月1日〜2006年8月24日）

クイズ好きのエンジニア担当。19??年6月29日生まれ。番組内では「めがねさん（くん）」、「めが〜ねさん」と称呼されていた。
2006年8月24日配信分（A Side）を持って番組を卒業。利奈にとっては自分のラジオ番組をこの番組で初めて持ち、初回からずっと一緒だったことで思い入れがあったためエンディングで号泣していた。
- 番組最終回により、再び2007年3月29日（O Side）に再登場した。

### 配信曜日など
- 放送開始：2004年10月1日〜2007年3月29日
- 配信曜日：毎週木曜日

毎月第1・第3木曜日は音泉&BEWE、毎月第2・第4木曜日はanimate.tv（アニメイトTV）
O Sideのバックナンバーは3回分（BEWEのプレミアムサポーターになれば可能）、A Sideはバックナンバーなし
- スポンサー：CHAMBERS RECORDS、アニメイトTV（＃1〜＃99）

フロンティアワークス（＃100〜＃110）

### 配信歴
2004年10月〜12月…月2回配信 毎月1日
　　　　　　↓
2005年1月〜2005年3月…月2回配信 毎月1日、15日
　　　　　　↓
2005年4月〜2007年3月…OSideとASideの交互形式で毎週配信

## コーナー

### 両サイド共通
- 便りにしてます

通常のお便り
- おしらせソラシド

情報コーナー。
- ゲスト様いらっしゃい

ゲストが登場時のみ「便りにしてます」の前に設置されるコーナー
- 利奈之助が行く（＃32(O Side)・2005年9月15日配信分〜?）

不定期コーナー。利奈が地方イベントへ行った時の様子や臨場感を伝える。そのため、忘れた頃にこのコーナーを不定期に行うことが多い
- マキシシングル・DVD「まっ白な気持ち」発売記念イベント〔東名阪ツアー（＃50・2006年2月2日配信分）〕
- 1stアルバム「SugarSky」（2006年4月21日発売済）発売記念全国縦断イベント〔東京→広島行き新幹線（＃69・2006年6月15日配信分）〕

### O Sideのみ
- 佐藤利奈でテストして（＃10・2005年4月7日〜?）

心理ゲームや簡単に楽しめる遊びなどをリスナーから募集し実際に利奈が試すコーナー
- 相談かみ締めます（＃11(A Side)・2005年4月14日〜＃1102007年3月29日）

利奈がリスナーの相談に対してかみ締めるコーナー
- 戦わないけど癒し対決（＃82・2006年9月14日〜＃106・2007年3月1日）

リスナーの癒しを利奈が代弁するコーナー

### A Sideのみ
- 月は見えますか?（＃61・2006年4月20日〜＃1102007年3月29日）

リスナーから送られたポエムを朗読するコーナー
- 「僕の空　私の空」（＃11・2005年4月14日〜＃107・2007年3月8日）

リスナーの「空」に関する思い出の話を募集。2005年4月のリニューアルを機に正式コーナーに昇格。2007年3月で終了。
- お知らせソラシドのキャラ設定

A Sideのみスパイシーの意向で萌えっ子キャラで情報を読んでおり、お知らせを読むときにやってほしい燃えキャラとみんなに教えてあげたい豆知識の募集をしていた。

## 終了したコーナー
- リーダーを目指せ（音泉のみ。＃9の放送で終了）
- 「オーバー ザ ウォール オブ ジェリコ」（animate.TVのみ。＃9の放送で終了）

利奈とスパイシーが己の知力・うんちく・説得力によって相手を納得させる対決コーナー（敗者には罰ゲーム）
- レターオブメモリーズ〜冬が運ぶもの〜（＃35,＃37,＃39,＃41,＃43,＃45）

ラジオ朗読
- トピックス

最近あった出来事を掘り下げて話す
- レターオブメモリーズ

ラジオ朗読（＃18〜＃33?）

## 主題歌
オープニングテーマ
両サイド共通（＃1〜＃88)
- 「空色のリボン」 ＃1〜＃21
- 「Memories of Summer」 ＃22〜＃36
- 「まっ白な気持ち」 ＃37〜＃70
- 「ひまわりデイズ☆」＃71〜＃88

O Side（＃90〜）
- 「永遠のメビウス」（1stフルアルバム「Sugar Sky」より）＃90〜

A Side（＃89〜）
- 「Wishes」（CD+DVD「まっ白な気持ち」より）＃89〜＃95
- 「STEP」（1stフルアルバム「Sugar Sky」より）＃97〜＃99,＃103〜
- 「Memories of Summer」＃101

エンディングテーマ
両サイド共通（＃1〜＃88)
- 「やさしさの魔法」 ＃1〜＃21
- 「空の詩」 ＃22〜＃?
- 「花暦」＃?〜＃?
- 「花暦〜New Mix」＃?〜＃76〜＃88

O Side（＃90〜）
- 「花暦〜New Mix」＃90〜

A Side（＃89〜）
- 「Wandering the Sky」（1stフルアルバム「Sugar Sky」より）＃89~＃99,＃103〜
- 「花暦〜Club Mix」（マキシシングル「ひまわりデイズ☆」C/W）＃101（※1）

(※1)：番組中では、「花暦〜New Mix」とされているが、実際に流れたのはClub Mixである。

## 番組の歴史
2004年
- 記念すべき初回配信（10月）では、スパイシーの声はボイスチェンジャーで加工されていた。その後11月は諸事情で本来の地声が公開され12月に再び元の加工声に戻る。しかしまたリスナーの苦情もあり翌年からは無加工の声に固定された。
- ＃6で利奈とスパイシーがゲーム対決を行、結果は利奈が勝利して負けたスパイシーをブース側に追いやった。そのため利奈1人喋り&ゲスト2名を招いて進行された（＃7）

2005年
- OPテーマを「Memories of Summer」、EDテーマを「空の詩」に変更（＃22(7月7日配信分／O Sideから)）
- スパイシーが初めてA Side（「おしらせソラシド」）に初登場し、萌えキャラで告知情報を読めと利奈に指令を出した（＃23(7月14日配信分)）
- アバンタイトルからそのまま4分強（4:44）に渡りゲストの松本尚樹（シンガーソングライター。『レターオブメモリーズ』の音楽を担当）がギター1本で利奈と一緒にスタジオライブ（一発収録）を行った。曲は勿論、OP曲の「Memories of Summer」の生ギターバージョン。また、EDの約5分間には「空の詩」（生ギター有）が生歌で歌われた（＃26(8月4日配信分)）
- 9月29日配信分は特番「1周年記念スペシャル」（＃00・O Side・A Side同時映像付き公開／38:07）として初の動画配信が行われた。
  - 番組内では利奈がいつも色んなものを食べながら番組進行をされていること証明するためか、みたらし団1子を本当に食べている所を見せていた。
  - 利奈は、からし色の浴衣に紅色の帯といういでたちで登場。今年の夏は浴衣を着ることが出来なかったため、無理を言って自分で着用して収録を行ったもの
- 「便りにしてます」スペシャル、名古屋イベントの様子の一部を音声で公開（＃34(10月6日配信分)）
- 去る10月10日「インターネットラジオステーション＜音泉＞秋の大感謝祭スペシャル2005」（草津(14:00〜16:30)）内で行われた初の公開録音を東京の尚美学園（バリオホール）で行われた（＃36(10月20日配信分)）
- ＃37（10月27日配信分・A Side）からOPテーマを「まっ白な気持ち」に変更。それに伴いタイトルコールとCMを録り直した（番組名は変更なし）
- 利奈がパーソナリティを務める「峠のラジオ」第1回目で、チェンバースレコードのスパイシーの本名が大石孝次であることが明らかにされた。また、同放送回で利奈のマネージャの名前も明らかにされた。

2006年
- 3月30日配信分（O Side・A Side,#58）　特番「アルバム『Sugar Sky』発売前祝いスペシャル」（O Side・A Side同時映像付き公開）。この動画放送でもスパイシーが顔を出すことはなかった。（七味唐辛子で代置きして声のみ）またクリーミーも声のみ出演。番組内の携帯しりとりではスパイシーが敗れ、利奈手ずから七味唐辛子を振ったシュークリームを完食した
- 4月6日（A Side,#59）　A Sideに初のゲストBooNo（儀武ゆう子と二宮圭美の声優ユニット）を迎える。「利奈は二宮圭美と同じ匂いがする」と儀武ゆう子に言われた
- ＃68・69（6月8日・15日配信分）の2週にわたって「SugarSky」発売記念イベント総決算スペシャルが配信。＃69はA Sideであったにもかかわらずスパイシーも登場した
- 配信日の6月29日（A Side）がめがーねことAD中曽の誕生日であったが、利奈が知らなかったことと収録上のタイムラグで用意できず
- 8月24日（A Side,#79）の配信でAD中曽がディレクターを卒業。初回からずっと番組で一緒だった利奈にとってはエンディングで感極まって泣いてしまった
- 8月31日（O Side,#80）で「峠のラジオ」からUPLIFT（伊平崇耶）と偽まる（川瀬浩平）が登場。
- 「戦わないけど癒し対決」のコーナー開始（＃82・9月14日配信分）。前項で一旦ディレクター降板をした中曽が大原さやかのゲスト出演に合わせて急遽ディレクターを担当した。
- 9月28日（O Side,#84）、「あの空で逢えたら」2周年を迎え、祝いにクリーミーから小さなケーキを贈呈された（ちなみに砂糖菓子の「祝★2周年」のチョコ文字はクリーミーが手書きで書いた）。
- 12月21日（O Side,#96,年内最後の配信）、「戦わないけど癒し対決」コーナー終了後、配信日が誕生日にあたるためスパイシーの誕生日を祝った。何歳になったかは不明だがクリーミーとは同い歳であることが判明。

2007年
- 1月1日（O Side・A Side,#98）　3度目の元日イレギュラー配信。
- 1月18日（O Side,#100）　通算放送100回記念に達し、番組プロデューサーのクリーミーが久々に登場。
- 1月25日（O Side,#101）　放送100回記念「DJスペシャル」（2回目）。「便りにしてます」を除くコーナーを休止して、利奈が普段よりも楽曲を多めにかけるものだった。
- 3月1日（O Side,#106）　本番組がリニューアルのため3月いっぱいで終了。スパイシーらは降板してのスタッフ陣が一新される予定。「戦わないけど癒し対決」最終回。「僕の空 私の空」休止の代わりに「月は見えますか?」をロングバージョンで放送。
- 3月8日（A Side,#107）　Aサイドでも4月からのリニューアルを告知。Aサイドは3月22日が最後の放送となる。
- 3月15日（O Side,#108）　クリーミー出演。2007年4月からの新番組のタイトルは「佐藤利奈のあの空で逢いましょう♪F」と発表。「-逢えたら」の卒業検定試験出題（全10問）。「逢えたら」宛てのお便りの受付は3月21日（春分の日）到着分までに設けた。
- 3月22日（A Side,#109）　Aサイド最後の配信。
- 3月29日（O Side,#110）　Oサイド最後の配信。「-逢えたら」卒業検定試験の解答発表。最終回にクリーミー、まっちゃんこと松本尚樹、めがねこと中曽聡太郎が登場、2年半続いた「逢えたら」に終止符を打つ。

## ゲスト
2005年
- ＃6 （2月1日）：大宮三郎
- ＃7 （2月15日）：伊藤舞子・三五美奈子(※1)
- ＃26（8月4日）：松本尚樹
- ＃30（9月1日）：クリーミー（番組プロデューサー）
- ＃42（12月1日）：片霧烈火
- ＃44（12月15日）：片霧烈火

2006年
- ＃54（3月2日）：鈴木利奈（アニメイト本部）
- ＃55（3月9日）：鈴木利奈
- ＃56（3月16日）：松本尚樹
- ＃58（3月30日）：クリーミー
- ＃59（4月6日）：BooNo（儀武ゆう子・二宮圭美）(※2)
- ＃68（6月8日）：片霧烈火
- ＃69（6月15日）：片霧烈火(※3)
- ＃80（8月31日）：伊平崇耶（UPLIFT）・川瀬浩平（偽まる）(※4)
- ＃82（9月14日）：大原さやか(※5)
- ＃92（11月23日）：片霧烈火

2007年
- ＃110（3月29日）：松本尚樹(※6)

(※1)：初の役者のゲスト。
(※2)：声優音楽ユニットとして。2回目の役者のゲスト。
(※3)：普段はA Sideには登場しないスパイシーも登場した。
(※4)：OVA「大魔法峠」の連動ラジオ番組、「峠のラジオ」絡みで登場。写真は左端スパイシー（顔は相変わらず映らず端のみ）、左から偽まる、利奈、UPFIFT。
(※5)：利奈が所属している東京俳優生活協同組合（俳協）の先輩。3回目の役者のゲスト。
(※6)：最終回は都合で登場できなかったと予告していたクリーミーが急遽スタジオに駆けつけて登場、前エンジニアの中曽聡太郎もブース側に登場した。

## 関連商品
- 「あの空で逢えたら」の総集編ラジオCD （2005年12月22日発売済）